# Федерація кунгфу України
Федерація кунгфу України (ФКУ) є членом Міжнародної федерації кунгфу (IKFF), Федерації кунгфу Європи (EKF), Міжнародної федерації куошу (ICKF), Європейської федерації куошу (ECKF) та Міжнародної федерації тайцзицюань (WTCCF).
Рік заснування – 2008. Статус «національна» надано у 2012 р.
Президент – Матулевський Микола Анатолійович, віце-президент Міжнародної федерації кунгфу (IKFF), президент Федерації кунгфу Європи (EKF), президент Федерації ушу/гунфу та цігун України, президент Федерації куошу України, Заслужений тренер України, Майстер спорту України міжнародного класу, суддя Міжнародної категорії, багаторазовий чемпіон світу з традиційного ушу та кунгфу, майстер 8 дану кунгфу (EKF), 5 дану ушу (CWA) та 5 дану куошу (ICKF).
Віце-президент – Солодиліна Людмила Яківна, голова Комітету з таолу Міжнародної федерації кунгфу (IKFF), віце-президент Федерації кунгфу Європи (EKF), президент Федерації кунгфу України, Заслужений тренер України, Майстер спорту України міжнародного класу, головний тренер збірних команд України з кунгфу, суддя Міжнародної категорії, багаторазова чемпіонка світу та Європи з традиційного ушу та кунгфу, майстер 8 дану кунгфу (EKF), 5 дану ушу (CWA) та 5 дану куошу (ICKF).
Адреса Федерації:
```
Київ, вул. Кибальчича 11-В, 
вебсайт: www.kungfu.org.ua.
```

## Міжнародна діяльність ФКУ
Федерація кунгфу України (ФКУ) є співзасновником Міжнародної федерації кунгфу (IKFF).
Традиційні стилі китайських бойових мистецтв кунгфу розвивались впродовж багатьох років, а уже у 2000 році Україна вперше взяла участь та стала членом Всесвітньої асоціації китайських кунгфу (WCKA). Протягом наступного десятиліття наша збірна команда з кунгфу брала активну участь у щорічних всесвітніх чемпіонатах з незмінним успіхом.
Федерація кунгфу України (ФКУ) бере активну участь у роботі Федерації кунгфу Європи (EKF), зокрема, збірна команда України на 1-у чемпіонаті Європи з кунгфу (2013 рік, Ялта, Україна), 2-у чемпіонаті Європи з кунгфу (2016 рік, Львів, Україна) та 3-у чемпіонаті Європи з кунгфу (2018 рік, Єреван, Вірменія) незмінно виборює призові місця як в командному, так і в індивідуальному заліках в різних видах програми змагань.
Починаючи з 1-го чемпіонату світу з кунгфу (2012 рік, Пекін, КНР) наші спортсмени демонструють високій рівень підготовки та сприйняття кунгфу. Кращим спортсменом Міжнародної федерації кунгфу (IKFF) став українець – Костянтин Матулевський, кращим тренером – Людмила Солодиліна.
Матулевський Микола Анатолійович - віце-президент Міжнародної федерації кунгфу (IKFF), президент Федерації кунгфу Європи (EKF), президент Федерації ушу/гунфу та цігун України, президент Федерації куошу України, Заслужений тренер України, Майстер спорту України міжнародного класу, суддя Міжнародної категорії, багаторазовий чемпіон світу з традиційного ушу та кунгфу, майстер 8 дану кунгфу (EKF), 5 дану ушу (CWA) та 5 дану куошу (ICKF).
Солодиліна Людмила Яківна - голова Комітету з таолу Міжнародної федерації кунгфу (IKFF), віце-президент Федерації кунгфу Європи (EKF), президент Федерації кунгфу України, Заслужений тренер України, Майстер спорту України міжнародного класу, головний тренер збірних команд України з кунгфу, суддя Міжнародної категорії, багаторазова чемпіонка світу та Європи з традиційного ушу та кунгфу, майстер 8 дану кунгфу (EKF), 5 дану ушу (CWA) та 5 дану куошу (ICKF).